# プロピオニルCoAカルボキシラーゼ
プロピオニルCoAカルボキシラーゼ（英:Propionyl-CoA carboxylase）は、プロピオニルCoAのカルボキシル化反応を触媒する。この酵素はビオチンに依存する。反応生成物は(S)-メチルマロニルCoAである。プロピオニルCoAは奇数鎖脂肪酸の最終生成物であり、大半のメチル基分岐脂肪酸の代謝物でもある。プロピオニルCoAはアセチルCoAとともにバリンの主な代謝物であり、メチオニンの代謝物であると同様にイソロイシンの代謝物でもある。プロピオニルCoAは、ブドウ糖前駆物質として大変重要である。(S)-メチルマロニルCoAは、動物には直接利用されなく、ラセマーゼの働きにより(R)-メチルマロニルCoAを生成する。(R)-メチルマロニルCoAは、数少ないビタミンB12依存酵素であるメチルマロニルCoAムターゼによりスクシニルCoAに変化する。スクシニルCoAは、クエン酸回路によりオキサロ酢酸からリンゴ酸に代謝される。細胞質にリンゴ酸が放出されてオキサロ酢酸、ホスホエノールピルビン酸やその他の糖新生中間体が生成される。
```
 + HCO
3
-
　---> 

プロピオン酸
　　　　　　　　　　　　　　
メチルマロン酸
```

ATP + プロピオニルCoA + HCO3- <=> ADP + リン酸 + (S)-メチルマロニルCoA
この酵素は、リガーゼとリアーゼに分類されている。

## アイソザイム
ヒトにおいては、次の2つのプロピオニルCoAカルボキシラーゼアイソザイムが存在する。
| propionyl Coenzyme A carboxylase, alpha polypeptide | propionyl Coenzyme A carboxylase, alpha polypeptide |
| 識別子                                              | 識別子                                              |
| --------------------------------------------------- | --------------------------------------------------- |
| 略号                                                | PCCA                                                |
| Entrez                                              | 5095                                                |
| HUGO                                                | 8653                                                |
| OMIM                                                | 232000                                              |
| RefSeq                                              | NM_000282                                           |
| UniProt                                             | P05165                                              |
| 他のデータ                                          |                                                     |
| EC番号 (KEGG)                                       | 6.4.1.3                                             |
| 遺伝子座                                            | Chr. 13 q32                                         |
| テンプレートを表示                                  |                                                     |

| propionyl Coenzyme A carboxylase, beta polypeptide | propionyl Coenzyme A carboxylase, beta polypeptide |
| 識別子                                             | 識別子                                             |
| -------------------------------------------------- | -------------------------------------------------- |
| 略号                                               | PCCB                                               |
| Entrez                                             | 5096                                               |
| HUGO                                               | 8654                                               |
| OMIM                                               | 232050                                             |
| RefSeq                                             | NM_000532                                          |
| UniProt                                            | P05166                                             |
| 他のデータ                                         |                                                    |
| EC番号 (KEGG)                                      | 6.4.1.3                                            |
| 遺伝子座                                           | Chr. 3 q21-q22                                     |
| テンプレートを表示                                 |                                                    |

## 病理学
プロピオニルCoAカルボキシラーゼの欠損は、プロピオン酸血症をもたらす。
プロピオン酸血症は、プロピオニルCoAカルボキシラーゼの欠損により、プロピオン酸の蓄積を引き起こす。発症は生後1日目から数週であり、代謝性アシドーシス等によって引き起こされる哺乳不良、嘔吐、呼吸窮迫、痙攣等を引き起こし、生存した場合も精神遅滞と神経障害を来す。プロピオン酸血症はマルチプルカルボキシラーゼ欠損症、ビオチン欠損症、またはビオチダーゼ欠損症の一部としても捉えることができる。